# Hunter Fest
Hunter Fest – festiwal rockowo-metalowy organizowany w latach 2004–2009. Zespół Hunter był gospodarzem z uwagi na to, że impreza odbywała się w rodzinnym mieście muzyków – Szczytnie, a organizacją zajmowała się Agencja, którą prowadzi Arkadiusz Michalski, ówczesny menedżer zespołu. Powodem zorganizowania festiwalu było zlikwidowanie popularnego cyklu Rock w Ruinach, odbywającego się z okazji Dni i Nocy Szczytna.
Pięć edycji festiwalu odbyło się na plaży miejskiej w Szczytnie. W 2009 roku imprezę przeniesiono do małej miejscowości Szymany pod Szczytnem, ze względu na mieszczące się tam, tymczasowo nieczynne lotnisko, dające możliwość zorganizowania lepszego pola koncertowo-namiotowego. Była to również ostatnia edycja festiwalu.

## Festiwale

### Hunter Fest 2004
- 7 sierpnia 2004
- Blinxxxer, Nikt, Hedfirst, Harlem, Zalef, Moskwa, Acid Drinkers, Hey, Hunter, Kult, Mech[2]
- Konferansjer: Grzegorz Kasjaniuk

### Hunter Fest 2005
- 13-14 sierpnia 2005
- Al Sirat, Chassis, Trzyczwarte, Orbita Wiru, Weed, Candida, Butelka, Enemy Mine, Mold, Flapjack, Lipali, Dezerter, Akurat, KSU, Valdo, Prana, Nikt, Carnal, Sjel, Milczenie Owiec, Mech, Rootwater, Indios Bravos, Corruption, Coma, Behemoth, Hunter, Hey, Hurt
- Konferansjerzy: 1 dzień – Roman Bodnar; 2 dzień – Grzegorz Kasjaniuk

### Hunter Fest 2006
- 12-14 sierpnia 2006
- Duża scena: Acid Drinkers, Alastor, Blindead, Bright Ophidia, Coma, Farben Lehre, Frontside, Happysad, Illusionary World, Jary Band, Mateo Colon, Merry Pop Ins, Molly's Gusher, None, Orbita Wiru, Toxic Bonkers, TSA, Virgin Snatch, Weed, Wrinkled Fred, Ametria, Amorphis, Archeon, Butelka, Chainsaw, Ciryam, Decapitated, Delight, Fear Factory, Hunter, Hurt, Naiv, Odn, Out of Control, Radio Bagdad, Rasta, Sedes, Sick of It All, Sjel, Testor, Totem, Alienacja, Al Sirat, Arakain, Batalion d’Amour, Carnal, Chassis, Enemy Mine, Indios Bravos, Judy 4, Lipali, Napalm Death, Nikt, Power of Trinity, Proletaryat, Schizma, Smirnoff, Wu-Hae, Ypsylon
- Mała scena: Agonya, Annalisa, Another Born, Babilon, Ciucio Morales, Krusher, Man’s Fall, Miecz Wikinga, Lethal Dose, Low-Down, Memembris, Messa, PHOBH, Raze, Sandaless, Sidhe, Strange, Vintage, Watergate, Zberny3000
- Odwołane występy: Opeth, Children of Bodom, Corruption, Maroon, Habakuk, Born from Pain[3][4][5][6]
- Konferansjer: Piotr Makak Szarłacki

### Hunter Fest 2007
- 7-8 lipca 2007
- Sepultura, Samael, Hunter, Kat & Roman Kostrzewski, Ektomorf, Acid Drinkers, Hurt, Virgin Snatch, Totem, Butterfly Coma, Self Respect, Rage, Kreator, Sick of It All, Behemoth, Frontside, Arakain, Walls of Jericho, Rasta, Rootwater, Maple Cross, Kaatakilla, Enterfaith, Orange the Juice, Reverox, Kabanos[7][8]
- Odwołane występy: Molly's Gusher – z powodów logistycznych, Caliban – z powodu choroby wokalisty[9][10]
- Konferansjer: Piotr Makak Szarłacki

### Hunter Fest 2008
- 28-29 czerwca 2008
- Testament[11], Death Angel[12], Paul Di’Anno, Moonspell[13], Backfire, Born from Pain, Death Before Dishonor, Arakain, Coma, Farben Lehre, CETI, Frontside[11], Totem, Hunter[11], Katatonia[14], Outside, Jelonek[11], Hurt, Rootwater[11], Hard Work, Night Rider, Enterfaith, C Cztery, Totentanz, Carnal, At the Lake, Triquetra, Succumb, Venflon, Noshore
- Odwołane występy: Panzer' Faust, Akurat
- Konferansjer: Piotr Makak Szarłacki

### Hunter Fest 2009
- 23-25 lipca 2009

Wystąpiły poważne kłopoty przy organizacji festiwalu. Jeden z głównych organizatorów Hunter Festu popełnił błąd, który zaważył na dalszych losach tej imprezy. Jak podano w oficjalnym oświadczeniu na stronie internetowej, polegał on na emisji billboardów reklamujących imprezę, na których przedwcześnie zostały umieszczone nazwy zaproszonych zespołów. Organizator nie miał jednak prawa anonsować ich występów bez wcześniejszego porozumienia. Odbycie się festiwalu było uzależnione od tego, czy niedoszła główna gwiazda edycji, grupa Motörhead, zgodzi się zagrać. Po rozmowach przeprowadzonych w Londynie z Agencją zajmującą się trasą koncertową tego zespołu, strony doszły do porozumienia i grupa wystąpiła na głównej scenie festiwalu 25 lipca.
- Scena główna: Motörhead[15], Tarja Turunen[16], Lipali, Vader[17]
- Scena Rockmetalshop: Funeral for a Friend[18], Acid Drinkers[17], Jelonek, At The Lake, Kaatakila, Neuronia, Flapjack, Orbita Wiru, Nutshell, Sickroom, Votum, Los Pier*ols, S.O.U.L., Formacja In, d tails
- Odwołane występy: Machine Head[19], Arch Enemy[19][20][21], Epica[19][21], Tiamat[22][23], Hunter[24]
- Konferansjer: Piotr Makak Szarłacki (tylko początek imprezy – potem został odwołany z funkcji)